# Condat-lès-Montboissier
Condat-lès-Montboissier – miejscowość i gmina we Francji, w regionie Owernia-Rodan-Alpy, w departamencie Puy-de-Dôme.
Według danych na rok 1990 gminę zamieszkiwało 216 osób, a gęstość zaludnienia wynosiła 11 osób/km² (wśród 1310 gmin Owernii Condat-lès-Montboissier plasuje się na 634. miejscu pod względem liczby ludności, natomiast pod względem powierzchni na miejscu 463.).